# ایستگاه متروی شهید دستغیب
ایستگاه متروی شهید دستغیب که آخرین ایستگاه خط ۱ متروی شیراز است در ۳۱ مرداد ۱۳۹۶ توسط وزیر کشور و مسئولان شهری و استانی افتتاح شد.
این ایستگاه که در میدان الله (گلسرخ)
در شرق شیراز واقع شده است و پایان خط یک به این ایستگاه منتهی می شود. مساحت این ایستگاه ۵۳۴۹ مترمربع و عمق ایستگاه ۹۵/۱۲ متر و از نوع عمیق (۲طبقه)، سکو جزیره‌ای دارای۴ دروازه ورودی، خروجی و ۲ خروجی در داخل میدان گلسرخ و ۲ خروجی در ابتدای ورودی فرودگاه شهید دستغیب شیراز طراحی شده است.

## مسیرهای ایستگاه
- بلوار مدرس
- بلوار شیرودی
- بلوار خلیج فارس

## محله‌های ایستگاه
- منطقه هوایی شهید دوران
- مینو
- گل سرخ
- فرودگاه شیراز